# Nadal-Literaturpreis
Der Nadal-Literaturpreis („Premio Nadal de Novela“) wird seit 1944 vom katalanischen Verlag Ediciones Destino (zur Grupo Planeta gehörend) verliehen. Der Namensgeber für diese Literaturauszeichnung ist Eugenio Nadal Gaya (1916–1944), Chefredaktor der Zeitschrift Destino. Seine Berühmtheit rührt daher, dass er der älteste in Spanien verliehene Literaturpreis ist, sowie vom Kreis der Preisträger, zu dem bedeutende Persönlichkeiten der spanischen Literatur des zwanzigsten Jahrhunderts zählen. Die Auszeichnung ist mit 18.000 Euro dotiert, der zusätzlich verliehene 2. Preis mit 6.000 Euro. Der Preis wurde seit seiner Entstehung erst drei Mal an Nicht-Spanier verliehen: 1963 an Manuel Mejía Vallejo (Kolumbien), 1965 an Eduardo Caballero Calderón (Kolumbien) und 1987 an Juan José Saer (Argentinien).
Somit werden die beiden wichtigsten spanischen Literaturpreise, der Premio Nadal und der Premio Planeta, vom selben Verlagskonzern, der Grupo Planeta, vergeben.

## Preisträger

### 1944 bis 1975
- 1944: Carmen Laforet (Nada)
- 1945: José Félix Tapia (La luna ha entrado en casa)
- 1946: José María Gironella (Un hombre)
- 1947: Miguel Delibes (La sombra del ciprés es alargada)
- 1948: Sebastià Juan Arbó (Sobre las piedras grises)
- 1949: Jose Suárez Carreño (Las últimas horas)
- 1950: Elena Quiroga (Viento norte)
- 1951: Luis Romero Pérez (La noria)
- 1952: María Medio Estrada (Nosotros, los Rivero)
- 1953: Luisa Forrellad (Siempre en capilla)
- 1954: Francisco Alcántara (La muerte sienta bien a Villalobos)
- 1955: Rafael Sánchez Ferlosio (El Jarama)
- 1956: José Luis Martín Descalzo (La frontera de Dios)
- 1957: Carmen Martín Gaite (Entre visillos)
- 1958: J. Vidal Cadellans (No era de los nuestros)
- 1959: Ana María Matute (Primera memoria)
- 1960: Ramiro Pinilla (Ciegas hormigas)
- 1961: Juan Antonio Payno (El curso)
- 1962: José María Mendiola (Muerte por fusilamiento)
- 1963: Manuel Mejía Vallejo (El día señalado)
- 1964: Alfredo Martínez Garrido (El miedo y la esperanza)
- 1965: Eduardo Cabalero Calderón (El buen salvaje)
- 1966: Vicente Soto (La zancada)
- 1967: José María Sanjuán (Réquiem por todos nosotros)
- 1968: Álvaro Cunqueiro (El hombre que se parecía a Orestes)
- 1969: Francisco García Pavón (Las hermanas coloradas)
- 1970: Jesús Fernández Santos (Libro de las memorias de las cosas)
- 1971: José María Requena (El cuajarón)
- 1972: José María Carrascal (Grrovy)
- 1973: José García Blázquez (El rito)
- 1974: Luis Gasulla (Culminación de Montoya)
- 1975: Francisco Umbral (Las ninfas)

### 1976 bis 2000
- 1976: Raúl Guerra Garrido (Lectura insólita de El Capital)
- 1977: José Asenjo Sedano (Conversación sobre la guerra)
- 1978: Germán Sánchez Espeso (Narciso)
- 1979: Carlos Rojas (El ingenioso hidalgo Federico García Lorca)
- 1980: Juan Ramón Zaragoza (Concerto grosso)
- 1981: Carmen Gómez Ojea (Cantiga de aguero)
- 1982: Fernando Arrabal (La torre herida por un rayo)
- 1983: Salvador García Aguilar (Regocijo en el hombre)
- 1984: José de Tomás García (La otra orilla de la droga)
- 1985: Pau Faner Coll (Flor de sal)
- 1986: Manuel Vicent (Balada de Caín)
- 1987: Juan José Saer (La ocasión)
- 1988: Juan Pedro Aparicio (Retratos de ambigú)
- 1990: Juan José Millás (La soledad era esto)
- 1991: Alfredo Conde Cid (Los otros días)
- 1992: Alejandro Gándara (Ciegas esperanzas)
- 1993: Rafael Argullol Murgadas (La razón del mal)
- 1994: Rosa Regàs (Azul)
- 1995: Ignacio Carrión Hernández (Cruzar el Danubio)
- 1996: Pedro Maestre (Matando dinosaurios con tirachinas)
- 1997: Carlos Cañeque (Quién)
- 1998: Lucía Etxebarria (Beatriz y los cuerpos celestes)
- 1999: Gustavo Martín Zarzo (Las historias de Marta y Fernando)
- 2000: Lorenzo Silva (El alquimista)

### Seit 2001
- 2001: Fernando Marías (El Niño de los Coroneles)
- 2002: Ángela Vallvey (Los estados carenciales)
- 2003: Andrés Trapiello (Los amigos del crimen perfecto)
- 2004: Antonio Soler (El camino de los ingleses)
- 2005: Pedro Zarraluki (Un encargo difícil)
- 2006: Eduardo Lago (Llámame Brooklyn)
- 2007: Felipe Benítez Reyes (Mercado de espejismos)
- 2008: Francisco Casavella (Lo que sé de los vampiros)
- 2009: Maruja Torres (Esperadme en el cielo)
- 2010: Clara Sánchez (Lo que esconde tu nombre)
- 2011: Alicia Giménez Bartlett (Donde nadie te encuentre)
- 2012: Álvaro Pombo (El temblor del héroe)
- 2013: Sergio Vila-Sanjuán (Estaba en el aire)
- 2014: Carmen Amoraga (La vida era eso)
- 2015: José C. Vales (Cabaret Biarritz)
- 2016: Víctor del Árbol (La víspera de casi todo)
- 2017: Care Santos (Media vida)
- 2018: Alejandro Palomas (Un amor)
- 2019: Guillermo Martínez (Los crímenes de Alicia)
- 2020: Ana Merino (El mapa de los afectos)
- 2021: Najat El Hachmi (El lunes nos querrán)
- 2022: Inés Martín Rodrigo (Las formas del querer)
- 2023: Manuel Vilas (Nosotros)
- 2024: César Pérez Gellida (Bajo tierra seca)